# Joy chez les pharaons
Pour les articles homonymes, voir Joy.
Pour plus de détails, voir Fiche technique et Distribution.
Joy chez les pharaons est un film érotique français réalisé par Jean-Pierre Floran et sorti en 1993.

## Synopsis
Joy travaille comme top model pour les photographes en vogue. Elle est très demandée et très appréciée. Le cinéma lui fait les yeux doux. Un producteur lui propose de jouer Cléopâtre dans un péplum érotique. 
Elle accepte...

## Fiche technique
- Titre original : Joy chez les pharaons
- Réalisation : Jean-Pierre Floran
- Scénario : Alain Kevine et Joy Laurey
- Musique : François Valéry et Alain Wisniak
- Montage : Elisabeth Servouze et Eva Zora
- Photographie : Alain Derobe
- Production : Benjamin Simon
- Sociétés de production : ATC 3000, en coproduction avec M6 Films
- Pays de production :  France
- Langue originale : Français
- Format : couleur
- Genre : érotique
- Durée : 85 minutes
- Dates de sortie : 1993

## Distribution
- Zara Whites : Joy
- Philippe Dumond : Walter
- Béatrice Valle : Joan
- Frank James : Cesar
- Ange Denard : Marc Antoine
- Roberto Malone : Roberto
- Sydney Penwell
- Stéphane Julienne